# Lista över medlemmar i The Smashing Pumpkins
Den här listan tar upp nuvarande och tidigare medlemmar i den amerikanska rockgruppen The Smashing Pumpkins.

## Medlemmar

### Nuvarande
| Foto           | Namn           | Aktiva år            | Instrument                 | Studioalbum                                                        |
| -------------- | -------------- | -------------------- | -------------------------- | ------------------------------------------------------------------ |
| Billy Corgan   | Billy Corgan   | 1988–2000 2006–nutid | sång, sologitarr, keyboard | - Samtliga                                                         |
| Jeff Schroeder | Jeff Schroeder | 2007–nutid           | kompgitarr, bakgrundssång  | - Teargarden by Kaleidyscope (sedan Vol. 3, 2011) - Oceania (2012) |

### Tidigare
| Foto                 | Namn                 | Aktiva år                       | Instrument                       | Studioalbum |
| -------------------- | -------------------- | ------------------------------- | -------------------------------- | --- |
| James Iha            | James Iha            | 1988–2000                       | gitarr, bakgrundssång            | - Gish (1991) - Siamese Dream (1993) - Mellon Collie and the Infinite Sadness (1995) - Adore (1998) - Machina/The Machines of God (2000) - Machina II/The Friends & Enemies of Modern Music (2000)     |
| Jimmy Chamberlin     | Jimmy Chamberlin     | 1988–1996, 1999–2000, 2006–2009 | trummor, slagverk, bakgrundssång | - Gish (1991) - Siamese Dream (1993) - Mellon Collie and the Infinite Sadness (1995) - Machina/The Machines of God (2000) - Machina II/The Friends & Enemies of Modern Music (2000) - Zeitgeist (2007) |
|                      | D'arcy Wretzky       | 1988–1999                       | elbas, bakgrundssång             | - Gish (1991) - Siamese Dream (1993) - Mellon Collie and the Infinite Sadness (1995) - Adore (1998) - Machina/The Machines of God (2000) - endast på ett urval låtar                                   |
| Melissa Auf der Maur | Melissa Auf der Maur | 1999–2000                       | elbas, bakgrundssång             | Inga studioalbum, endast bidrag på följande utgivningar: - Greatest Hits Video Collection (2001) - Judas O (2001)                                                                                      |
| Mike Byrne           | Mike Byrne           | 2009–2014                       | trummor, slagverk, bakgrundssång | - Teargarden by Kaleidyscope (Vol. 1–3, 2010–11) - Oceania (2012) |
| Nicole Fiorentino    | Nicole Fiorentino    | 2010–2014                       | elbas, bakgrundssång             | - Teargarden by Kaleidyscope (Vol. 3, 2011) - Oceania (2012) |

### Tidigare livemusiker
| Foto          | Namn              | Aktiva år       | Instrument           | Ref.        |
| ------------- | ----------------- | --------------- | -------------------- | ----------- |
| —             | Eric Remschneider | 1992–1994       | cello                | [ 1 ] [ 2 ] |
| —             | Jonathan Melvoin  | 1995–1996       | keyboard             | [ 3 ]       |
| —             | Matt Walker       | 1996–1997       | trummor, slagverk    | [ 3 ] [ 4 ] |
| —             | Dennis Flemion    | 1996–1997       | keyboard             | [ 3 ]       |
| Kenny Aronoff | Kenny Aronoff     | 1998–1999       | trummor, slagverk    | [ 5 ]       |
| —             | Dan Morris        | 1998–1999       | slagverk             | [ 6 ]       |
| —             | Stephen Hodges    | 1998–1999       | slagverk             | [ 6 ]       |
| Mike Garson   | Mike Garson       | 1998–1999, 2000 | piano, keyboard      | [ 7 ]       |
| —             | Chris Holmes      | 2000            | keyboard, vocoder    | [ 8 ]       |
| Lisa Harriton | Lisa Harriton     | 2007–2009       | keyboard             | [ 9 ]       |
| Ginger Pooley | Ginger Reyes      | 2007–2010       | elbas, bakgrundssång | [ 10 ]      |
| Mark Tulin    | Mark Tulin        | 2010            | elbas                | [ 11 ]      |
| —             | Linda Strawberry  | 2010            | keyboard             | [ 12 ]      |